# Kostandin Berati
Kostandin Berati eller Kostë Berati, född cirka 1745, död cirka 1825, var troligen en albansk ortodox munk och författare, framför allt känd för att ha tillskrivits verket Codex Beratinus 4. Att Berati skulle ha skrivit texten är inte påvisat, men det har angivits att han 1764–1822 innehade den. Verket är bevarat på Albaniens nationalbibliotek i Tirana.